# Cornélia Scheffer
Francès Cornelia Marjolin-Scheffer née à Paris le 29 juillet 1830 et morte dans la même ville le 20 décembre 1899 est une sculptrice et dessinatrice française. 

## Biographie

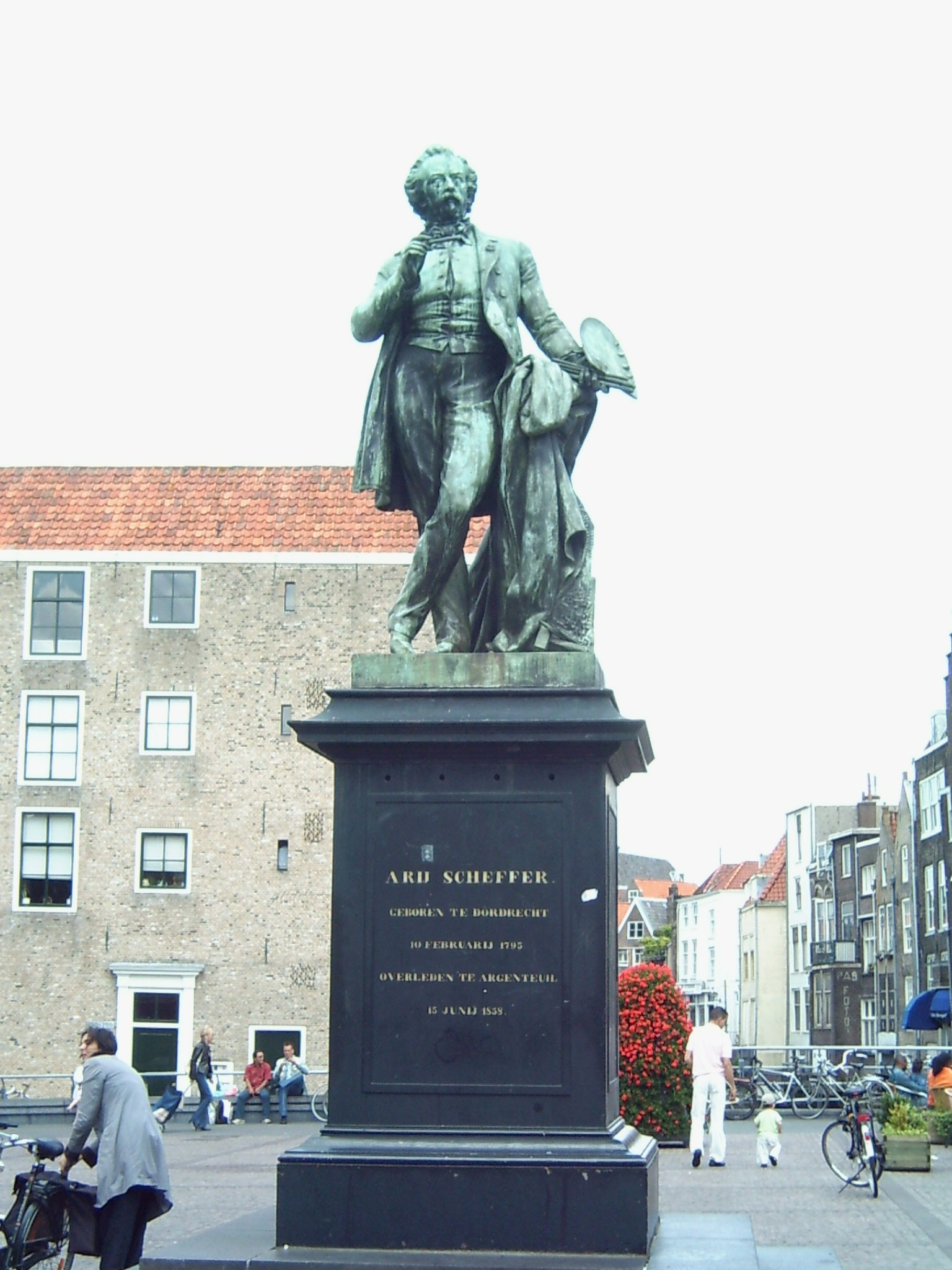
Cornélia Scheffer et Joseph Mezzara, Monument à Ary Scheffer (1862), Dordrecht.

Cornélia Scheffer est la fille du peintre Ary Scheffer, originaire de Dordrecht. Sur son acte de naissance, le nom de sa mère figure comme « Maria Johanna de Nes », mais selon une tradition il s’agit d’une dame d’ascendance royale restée anonyme. D’abord élevée à la campagne, Cornelia Scheffer est confiée à partir de sa septième année à sa grand-mère Cornelia Scheffer-Lamme. 
Elle passe beaucoup de temps dans les ateliers de son père, rue Chaptal, dans la Nouvelle Athènes à Paris, quartier fréquenté par des artistes. Son oncle Arie Johannes Lamme la représente sur un tableau, assise à son piano dans le petit atelier. Elle réalise plusieurs bustes — entre autres ceux de son père et de Goethe — et des copies sur pierre peinte du travail de son père. En 1845, elle épouse René Marjolin (1812-1895), pédiatre et chirurgien à l’hôpital Sainte-Marguerite. 
Après la mort de son père, elle achete la maison dont il n’était que locataire et ses ateliers. Elle participe activement à la réalisation d'un monument de son père à Dordrecht dont il était originaire. Trouvant que le projet de Frédéric Auguste Bartholdi n’est pas assez ressemblant, elle y substitue son propre projet en collaboration avec le sculpteur Joseph Mezzara, un ancien élève de son père. Le Monument à Ary Scheffer est inaugurée le 8 mai 1862, sa fille, malade, ne pouvant participer à la cérémonie. Ce monument est le premier qui fut consacré à un artiste contemporain. 
Dans les années 1860, elle conçoit des poteries que le peintre Édouard Manet orne de motifs de fleurs. Pendant la guerre franco-allemande (1870-1871), un hôpital temporaire est aménagé dans l'atelier et elle y travaille avec son mari. 
Cornelia Marjolin-Scheffer meurt le 20 décembre 1899 et est inhumée dans la tombe de famille du cimetière de Montmartre (division 22) à Paris. Elle légua de nombreuses œuvres de son père au musée de Dordrecht.

## Œuvres dans des collections publique
- Dordrecht, musée de Dordrecht.
- Rotterdam, musée Boijmans Van Beuningen.